# Sidodadi Batu Delapan
Sidodadi Batu Delapan is een bestuurslaag in het regentschap Deli Serdang van de provincie Noord-Sumatra, Indonesië. Sidodadi Batu Delapan telt 1398 inwoners (volkstelling 2010).